# Maliq & D’Essentials
Maliq & D’Essentials – indonezyjski zespół pop-jazzowy i soulowy. Został założony w 2002 roku w Dżakarcie.
Popularność zyskali po wystąpieniu na Jakarta International Jazz Festival w 2005 r. W tym samym roku ukazał się ich debiutancki album pt. 1st.
W skład zespołu wchodzą: Angga Puradiredja – wokal, Indah Wisnuwardhana – wokal, Ilman Ibrahim Isa – klawisze, Dendy Sukarno (Jawa) – bas, Arya Aditya Ramadhya (Lale) – gitara, Widi Puradiredja – perkusja.
Na swoim koncie mają nagrody AMI (Anugerah Musik Indonesia) w kategoriach: najlepszy album jazzowy (za Free Your Mind, 2008), najlepsza grupa urban popu (za utwór „Setapak Sriwedari”, 2014).

## Dyskografia
Źródło:
Albumy studyjne
- 2005: 1st
- 2007: Free Your Mind
- 2009: Mata Hati Telinga
- 2010: The Beginning Of A Beautiful Life
- 2013: Sriwedari
- 2014: Musik Pop
- 2017: Senandung Senandika